# Squalene
Lo squalene è un idrocarburo e un triterpene presente nell'olio di fegato degli squali (elasmobranchii) ma anche nei vegetali come i semi di amaranto, crusca di riso, germe di grano e nelle olive. Tutti gli organismi superiori producono squalene, inclusi gli esseri umani.
Grazie alla sua natura chimica lo squalene è meno denso dell'acqua, e contribuisce pertanto a sostenere la notevole massa degli squali, contribuendo all'ottima spinta idrostatica di questa specie animale.
Tramite ciclizzazione dello squalene abbiamo la formazione dello lanosterolo che è il precursore biochimico degli steroidi e dei triterpeni. Viene generalmente utilizzato come adiuvante nei vaccini.
Si trova nell'olio di oliva, nell'olio di palma, nell'olio di germe di grano, nell'olio di amaranto e nell'olio di crusca di riso.

## Controversie sanitarie
Uno studio del 2000 mise in correlazione la presenza di anticorpi anti squalene nel sangue con l'insorgenza della sindrome del Golfo nei veterani: il 95% dei militari che mostravano i sintomi della sindrome presentava gli anticorpi, non rilevabili negli individui del campione che non presentavano i sintomi. Due autori dello studio e un terzo ricercatore pubblicarono un'altra analisi nel 2002 in cui misero in correlazione la presenza degli anticorpi antisqualene nei soggetti affetti dalla sindrome del Golfo con la somministrazione di squalene contenuto in alcuni lotti di vaccino anti antrace. Studi successivi evidenziarono diverse fallacie tecniche nel metodo di analisi dei dati adottato nello studio. Fu inoltre appurato che i vaccini contro l'antrace somministrati ai militari in questione non contenevano squalene. Uno studio pubblicato nel giugno 2009 non ha rilevato correlazione tra gli anticorpi anti-squalene e l'insorgenza della sindrome del Golfo.
Nella seconda metà del 2009 lo squalene fu al centro di una controversia legata al fatto che le dosi di vaccino contro l'influenza A/H1N1 ordinate dal governo tedesco per i propri membri, i ministeri e l'esercito ne fossero prive rispetto a quelle destinate al resto della popolazione. Si ipotizzò che avesse delle controindicazioni tali da raccomandarne la non assunzione.
Sulla base dei dati disponibili inerenti alla somministrazione di 22 milioni di dosi di vaccino antinfluenzale contenente squalene e dagli studi relativi alla somministrazione in neonati e bambini, l'utilizzo dello squalene come adiuvante è ritenuto sicuro per la salute.
Lo squalene ha provocato una forma di artrite autoimmune cronica in ratti predisposti all'artrite.